# Ron Woodroof
Ron Woodroof, né le 3 février 1950 à Dallas (Texas, États-Unis), et mort le 12 septembre 1992 dans cette même ville. Il était électricien et fut le fondateur du « Dallas Buyer Club », premier des douze clubs qui permettront aux séropositifs américains de se fournir en médicaments antirétroviraux étrangers. 

## Combat
En 1986, les médecins lui diagnostiquent le virus du sida, lui donnant deux ans à vivre. 
Il commence alors un traitement, l'AZT, le seul autorisé sur le marché américain à cette époque, mais voit son état se dégrader rapidement et frôle la mort. 
Il se met dès lors à la recherche de nouveaux traitements. À cette fin, il voyage beaucoup, rapportant de nombreux médicaments non autorisés. D'autres malades du sida commencent alors à venir lui demander des médicaments. 
Il crée ainsi ce qui allait devenir le « Dallas Buyer Club » en mars 1988,. S'ensuivit un combat avec la FDA américaine, qui voulait l’empêcher de vendre ou distribuer ces médicaments non autorisés.

## Postérité
Le combat de Ron Woodroof a été retracé en 2013 dans le film Dallas Buyers Club, réalisé par Jean-Marc Vallée, avec Matthew McConaughey dans le rôle de Ron Woodroof, qui a obtenu l'Oscar du Meilleur acteur pour ce rôle.